# Her Alibi
Her Alibi is een romantische komedie uit 1989 geregisseerd door Bruce Beresford en verdeeld door Warner Bros. Hoofdrollen worden gespeeld door Tom Selleck, Paulina Porizkova, William Daniels en James Farentino.

## Verhaal
De Amerikaanse misdaadschrijver Phil Blackwood lijdt aan schrijversblok en omwille van voorspelbare verhalen dalen de verkoopcijfers. Zijn inspiratie haalt hij uit rechtszaken waar hij een vaste bezoeker is. Wanneer de Poolse Nina Porizkova voor de rechtbank verschijnt op verdenking van moord is hij ervan overtuigd dat zulke schoonheid tot dergelijke misdaden niet in staat is. Onder het voorwendsel dat ze een affaire hebben, krijgt hij haar tijdens het proces op waarborg vrij en trekt zij onder toezicht bij hem in. Als blijkt dat ze heel goed is in onder andere messenwerpen en pijlboogschieten begint Phil te twijfelen of ze een moordenares is. Zij fascineert hem, maar maakt hem ook bang. Hij ontdekt dat Nina geheimzinnige Poolse telefoongesprekken maakt, haar familie uit Polen wil laten overkomen en dat ze gezocht wordt door de Poolse Securitate omwille van vermeende spionage. Zij vraagt zich ook af waarom Phil hem wil helpen. Ze vindt uiteindelijk een manuscript waar Phil alle gebeurtenissen beschrijft en ze is ontstemd door zijn wantrouwen aangezien ze hem wel vertrouwt. Op een evenement ter herdenking van Joseph Grimaldi tracht de Securitate Nina te ontvoeren, maar Phil verhindert dit. Dan komen de werkelijke bedoelingen van Nina uit. In de epiloog wordt duidelijk dat de familie van Nina overgekomen is naar Amerika en dat het nieuwe boek van Phil een succes is. De film sluit af met de opmerking "ken je 'ooit' echt de persoon van wie je houdt?"

## Rolverdeling
| Acteur            | Personage       |
| ----------------- | --------------- |
| Tom Selleck       | Phil Blackwood  |
| Paulina Porizkova | Nina            |
| William Daniels   | Sam             |
| James Farentino   | Frank           |
| Hurd Hatfield     | Troppa          |
| Victor Argo       | Auran           |
| Patrick Wayne     | Gary Blackwood  |
| Tess Harper       | Sally Blackwood |

## Nominatie
| Westrijd                     | Categorie         | Ontvanger(s)      | Resultaat   | Ref.  |
| ---------------------------- | ----------------- | ----------------- | ----------- | ----- |
| Golden Raspberry Awards 1989 | Slechtste actrice | Paulina Porizkova | Genomineerd | [ 1 ] |